# Reconquista (Santa Fe)
Pour les articles homonymes, voir Reconquista (homonymie).
Reconquista est une ville de la province de Santa Fe, en Argentine. Elle est située dans le département de General Obligado, à 325 km de la capitale provinciale, Santa Fe. Sa population s'élevait à 66 187 habitants en 2001.

## Climat
La région de Reconquista a un climat subtropical humide, et une moyenne annuelle de précipitations de 1 408 mm. Le climat est idéal pour le développement de l'agriculture  subtropicale (canne à sucre, riz, coton), une de ses principales activités économiques. Le climat est affecté par la proximité du río Paraná, qui tempère ses effets négatifs. La ville a une température moyenne annuelle de 21 °C.

## Histoire
Le site de Reconquista a d'abord été une réduction fondée le 1er octobre 1578 par des jésuites pour les indigènes. Elle était installée au bord de l'arroyo del Rey, bras du rio Parana situé au nord de l'actuelle ville, "San Jerónimo der Rey". Des Tobas attaquèrent et détruisirent la réduction en 1818.
Le colonel Manuel Obligado, commandant en chef des frontières mena une campagne à partir de 1871 pour reprendre le contrôle de cette région. Il fonda le village et colonie agricole de Reconquista le 27 avril 1872. La ville bénéficie de la migration de nombreux Européens, notamment originaires d'Italie, d'Espagne et de Suisse. Ils sont employés dans l'agriculture, l'élevage et l'activité forestière. Reconquista devient une cité le 10 octobre 1921.
La plupart des édifices publics de Reconquista sont construits dans les années 1920, notamment la cathédrale de l'Immaculée Conception, le théâtre espagnol, la société d'entraide italienne, la banque de la nation...
Une base aérienne militaire est installée le 10 août 1945 près de Reconquista.

## Jumelages
- Albacete (Espagne)